# بخش مرکزی شهرستان نقده
بخش مرکزی شهرستان نقده یکی از بخش‌های تابعه شهرستان نقده در استان آذربایجان غربی در شمال غربی ایران است.

## تقسیمات کشوری
دهستان‌های بخش مرکزی
- دهستان بیگم‌قلعه
- دهستان سلدوز

شهرها: نقده.

## جمعیت
براساس سرشماری مرکز آمار ایران در سال ۱۳۹۵، جمعیت این بخش برابر با ۱۰۶٬۵۲۴ نفر بوده است.